# 舍瓦讷 (卢瓦雷省)
舍瓦讷（法語：Chevannes，法語發音：[ʃəvan] ⓘ）是法国卢瓦雷省的一个市镇，属于蒙塔日区。

## 地理
舍瓦讷（48°8'5"N, 2°51'34"E）面积11.99 平方千米，位于法国中央-卢瓦尔河谷大区卢瓦雷省，该省份为法国中北部省份，北起埃松省，西北接厄尔-卢瓦省，西南接卢瓦-谢尔省，南至涅夫勒省和谢尔省，东临约讷省，东北接塞纳-马恩省。
与舍瓦讷接壤的市镇（或旧市镇、城区）包括：埃格勒维尔、舍夫里苏勒比尼翁、加蒂奈地区费里耶尔、格里塞勒、加蒂奈地区佩尔、布朗勒。

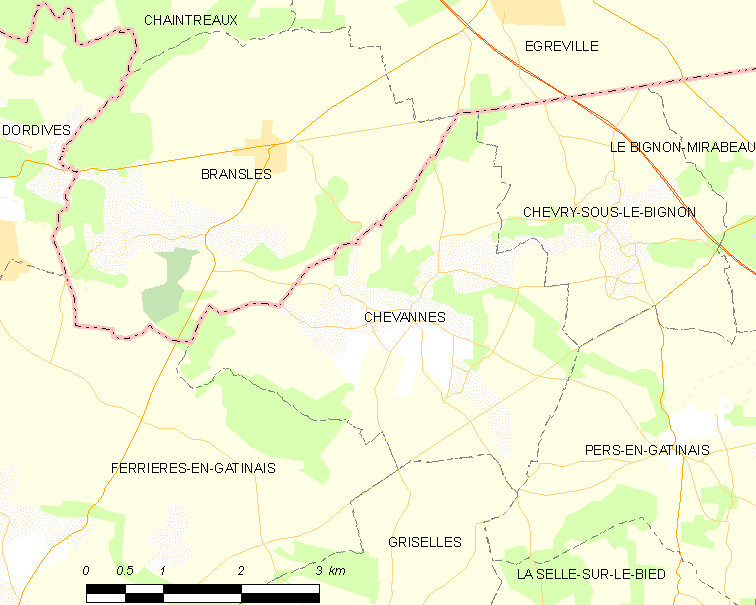
的OSM定位图

舍瓦讷的时区为UTC+01:00、UTC+02:00（夏令时）。

## 行政
舍瓦讷的邮政编码为45210，INSEE市镇编码为45091。

## 政治
舍瓦讷所属的省级选区为库特奈县。

## 人口

1962-2008年间人口变化图示

舍瓦讷于2022年1月1日时的人口数量为319人。